# RIM-2 Terrier

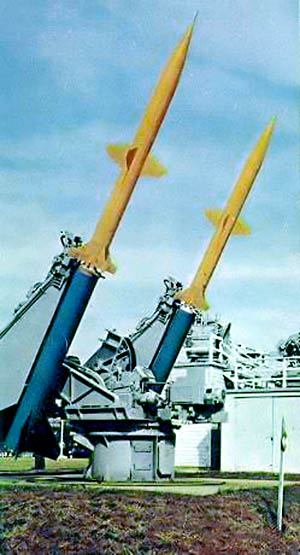
Starší verze rakety Terrier

Convair RIM-2 Terrier byla dvoustupňová námořní protiletadlová řízená střela se středním doletem, která se dala použít i v protilodním boji. Byla jednou z prvních protiletadlových střel, zavedených na lodích námořnictva Spojených států amerických. První verze střely měly motor o tahu 23 kN a hmotnost 1 392 kg. Měly průměr 340 mm a délku 8,08 m.
Terrier byl často využíván pro výzkumné účely a to buď celý, nebo jako první stupeň pokusné rakety. K těmto účelům mohl být osazen speciálními stupni, upravenými pro výzkumné účely (Asp, Tomahawk, Orion). Střely Terrier byly hlavním protiletadlovým systémem na křižnících US Navy, postavených v 60. letech 20. století. Mohl být použit na mnohem menších lodích, než daleko rozměrnější střely Talos. Ve službě byly nahrazeny střelami RIM-67 Standard ER.

## Vývoj

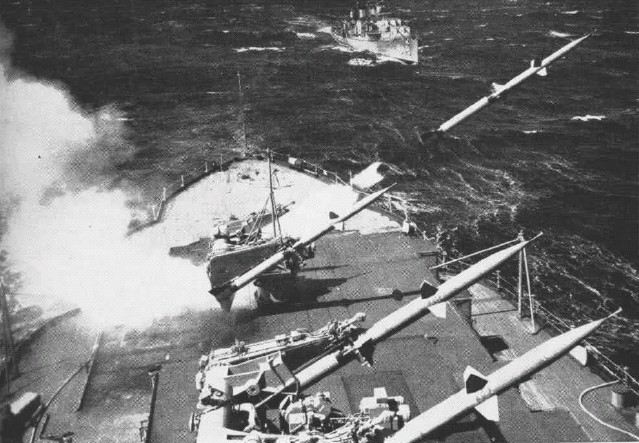
Odpálení střely Terrier

Střely Terrier vznikly v rámci přísně tajného experimentálního námořního projektu Bumblebee. V jeho rámci měly být vyvinuty protiletadlové střely RIM-8 Talos, RIM-2 Terrier, a RIM-24 Tartar, které by vytvořily další obrannou linii mezi stíhacími letouny a protiletadlovými děly.
První pokusný odpal střely Terrier proběhl na palubě bitevní lodi USS Mississippi a operačně byly střely poprvé nainstalovány na dvou křižnících třídy Boston. Střela Terrier měla nejprve označení SAM-N-7, než byla přeznačena na RIM-2.
Terrier byl naváděn radarem, řízen aerodynamicky pomocí křidélek a nesl konvenční hlavici. Dosahoval rychlosti až 1,8 Machu a jeho dolet byl jen 19 km. Efektivní byl spíše proti cílům letícím podzvukovou rychlostí. Během služby prošly střely řadou modernizací.
Modernizovaná varianta RIM-2C byla zavedena v roce 1958. Křidélka nahradily pevné lišty a raketu řídily jen ocasní plochy. Střela dostala i nový motor, který jí mohl udělit rychlost až 3 Machy a zlepšil manévrovatelnost.
Varianta RIM-2D nesla nukleární hlavici W45 o síle 1 kt. Ostatní varianty nesly konvenční hlavici s 99 kg trhavin. Pro větší efektivitu proti nízkoletícím cílům byl u varianty RIM-2E použit poloaktivní naváděcí radar. Poslední verze RIM-2F měla nový motor, který zvýšil její dolet až na 75 km.
Střely Terrier byly obvykle odpalovány z dvojitého odpalovacího zařízení Mk 10, které mělo zásobu 40 střel (u některých typů také 80 a 120). Pouze na křižnících třídy Boston byla atypická zásoba 72 kusů.

## Hlavní technické údaje (RIM-2D/F)
- Dolet: 32 km
- Dostup: 24 400 m
- Rychlost: Mach 3
- Hlavice: 99 kg
- Délka: 8,23 m
- Hmotnost: 1360 kg